# Організація арабських країн — експортерів нафти
ОАПЕК, або Організація арабських країн — експортерів нафти (араб. منظمة الدول العربية المصدرة للنفط) — картель, створений нафтовидобувними державами з метою стабілізації цін на нафту. Членами даної організації є країни, чия економіка багато в чому залежить від доходів від експорту нафти. Основна мета організації — контроль над світовими цінами на нафту.
Штаб-квартира ОАПЕК знаходиться в Кувейті.

## Члени
- Саудівська Аравія (1968)
- Алжир (1970)
- Бахрейн (1970)
- Єгипет (1973-1979, 1989)
- ОАЕ (1970)
- Ірак (1972)
- Кувейт (1968)
- Лівія (1968)
- Катар (1970)
- Сирія (1972)
- Туніс